# Церква Непорочного Зачаття Пресвятої Богородиці (Гаї-Гречинські)
Церква Непорочного Зачаття Пресвятої Богородиці — храм у селі Гаї-Гречинські Тернопільського району Тернопільської області. Належить УГКЦ. Підпорядкований парафії Непорочного Зачаття Пресвятої Богородиці Великоглибочанського деканату Тернопільсько-Зборівської архієпархії Тернопільсько-Зборівської митрополії.
Названий на честь Непорочного зачаття Діви Марії.

## Історія
Парафію УГКЦ було утворено 16 вересня 1999 року. У 2006 році почалися відправи богослужінь щонеділі поблизу освяченого хреста на місці майбутнього храму.
У травні 2006 року владика Михаїл (Сабрига) освятив наріжний камінь під будівництво церкви.
Спорудження храму здійснювалося головно за кошти громади села. 2008 року в день свята Різдва Пресвятої Богородиці церкву освятив отець-мітрат Андрій Говера. Також були освячені церковні дзвони, встановлені на дзвіниці.
2010 року на свято Різдва Пресвятої Богородиці єпископ Василій (Семенюк) освятив новий престол та іконостас. Фундатором їх спорудження виступив Ігор Лагіш.
2012 року освячено парафіяльний будинок поблизу храму.
2012 року на парафії відбулося 5 хрещень, 3 шлюби та 3 похорони.
З 2021 року Адміністратором храму є о. Володимир Бельзецький.

## Життя парафії
При парафії діють:
- спільнота «Матері в молитві».
- «Біблійне коло»